# Jean-Louis Gasset
Jean-Louis Gasset (Montpellier, Francia, 9 de diciembre de 1953) es un exfutbolista y entrenador de fútbol francés. Actualmente está sin club.

## Trayectoria como jugador
En su etapa como futbolista, Gasset ocupaba la demarcación de mediocampista. Desarrolló toda su carrera en el Montpellier HSC, el club de su ciudad. Debutó profesionalmente en 1975 y se retiró diez años después, en 1985. Jugó un total de 231 partidos y marcó 10 goles.

## Trayectoria como entrenador
Inicios en el Montpellier
Tras su retirada, comenzó su carrera como entrenador asistente del Montpellier HSC. En noviembre de 1998, se hizo cargo del primer equipo, con el que ganaría una Copa Intertoto antes de su despido en noviembre de 1999, dejando al conjunto francés colista.
SM Caen
Su siguiente experiencia llegaría de la mano del SM Caen de la Ligue 2, al que dirigió durante la mayor parte de la temporada 2000-01, manteniendo la categoría.
Asistente de Luis Fernández
A continuación, se convirtió en el ayudante de Luis Miguel Fernández, al que acompañó en su regreso al París Saint-Germain (2001-2003), consiguiendo ganar la Copa Intertoto.
Posteriormente, también ejerció como segundo entrenador del técnico hispano-francés en el RCD Español, logrando la permanencia (2003-2004).
FC Istres
De nuevo volvió a ejercer como primer entrenador en enero de 2005, siendo contratado por el FC Istres. El equipo francés era el último clasificado y no pudo evitar que descendiera a la Ligue 2. Abandonó el club en septiembre de 2006, antes de concluir una temporada en la cual viviría un nuevo descenso de categoría.
Asistente de Blanc
Al año siguiente, se uniría a Laurent Blanc, nuevo entrenador del Girondins de Burdeos, para formar parte de su cuerpo técnico. Allí ganó varios títulos, entre ellos, una Ligue 1 y una Copa de la Liga. 
En verano de 2010, Blanc y sus asistentes dejaron Burdeos para ponerse al mando de la selección francesa. Les bleus se clasificaron con solvencia para la Eurocopa 2012, donde llegaron hasta cuartos de final, siendo eliminados por España, futura campeona de la competición. Tras la derrota, Blanc anunció su dimisión.
Después de un año alejado de los banquillos, en junio de 2013, Gasset volvió a obtener la confianza de Blanc para ser su mano derecha en su nueva aventura al frente del París Saint-Germain. Gasset regresaba así al Parc des Princes diez años después, y esta segunda etapa fue más provechosa que su primera experiencia en la capital, dado que el equipo parisino conquistó varios títulos para su palmarés (11 en total). En junio de 2016, el club anunció que prescindía de los servicios de Blanc y de su cuerpo técnico.
Regreso al Montpellier
El 31 de enero de 2017, Gasset firmó como nuevo técnico del Montpellier HSC. El 12 de mayo, anunció que no iba a continuar en el club la próxima temporada, antes de obtener la permanencia en la Ligue 1 al terminar 15.º con 39 puntos.
Saint-Étienne
El 22 de noviembre de 2017, Gasset se incorporó al Association Sportive de Saint-Étienne para trabajar como segundo entrenador, siendo el nuevo ayudante de Julien Sablé. Tras un solo mes, el 20 de diciembre, hubo un cambio de papeles y Gasset se convirtió en el nuevo entrenador del equipo del Loira. Por aquel entonces, al final de la primera vuelta de la Ligue 1, el conjunto francés era el 16.º clasificado, pero una buena racha de resultados le permitió remontar hasta la primera mitad de la tabla en la 31.ª jornada. Finalmente, situó al Saint-Étienne en el 7.º puesto de la clasificación al término del torneo. Su buena labor propició que el club confirmara su continuidad en el banquillo.
En la temporada 2018-19, el Association Sportive de Saint-Étienne protagonizó un gran inicio en la Ligue 1, situándose en la lucha por las posiciones europeas y accediendo a la 3.ª posición al inicio de la segunda vuelta del torneo. A falta de una jornada para el término de la Ligue 1, se aseguró el 4.º puesto de la clasificación, que le daba acceso a la Liga Europa. El 22 de mayo de 2019, Gasset anunció que no iba a seguir en el club el próximo curso.
Girondins de Burdeos
El 10 de agosto de 2020, fue contratado por el Girondins de Burdeos, sustituyendo a Paulo Sousa. Dirigió al equipo francés durante una sola temporada, finalizando en 12.ª posición en la Ligue 1 2020-21. El 27 de julio de 2021, llegó a un acuerdo con el club para rescindir su contrato.
Costa del Marfil
El 20 de mayo de 2022, fue nombrado seleccionador de Costa de Marfil, sustituyendo a su compatriota Patrice Beaumelle, cuyo contrato expiró el 6 de abril de 2022.El 24 de enero de 2024, dejó su cargo luego de un flojo desempeño en la Copa Africana de Naciones 2023 pese a que la selección clasificó a los octavos de final como mejor tercera.
Olympique de Marsella
El 20 de febrero de 2024, fue oficializado como entrenador del Olympique de Marsella hasta el final de la temporada.En mayo de 2024, anunció su retirada de los banquillos luego de disputar su último encuentro por la Ligue 1.
Montpellier
El 22 de octubre de 2024, volvió del retiro para asumir como técnico del Montpellier HSC con el objetivo de eludir el descenso. El 7 de abril de 2025, dejó su cargo de mutuo acuerdo con el club tras una serie de malos resultados en la Ligue 1.

## Clubes y estadísticas

### Como jugador
| Club            | País    | Año       | Partidos | Goles |
| --------------- | ------- | --------- | -------- | ----- |
| Montpellier HSC | Francia | 1975-1985 | 231      | 10    |

### Como entrenador
| Club                         | País            | Año       | PJ  | PG  | PE | PP  | Efectividad |
| ---------------------------- | --------------- | --------- | --- | --- | -- | --- | ----------- |
| Montpellier HSC              | Francia         | 1998-1999 | 68  | 24  | 17 | 27  | 43.62%      |
| SM Caen                      | Francia         | 2000-2001 | 34  | 12  | 8  | 14  | 43.13%      |
| FC Istres                    | Francia         | 2005-2006 | 49  | 15  | 14 | 20  | 40.13%      |
| Montpellier HSC              | Francia         | 2017      | 16  | 5   | 1  | 10  | 33.33%      |
| AS Saint-Étienne             | Francia         | 2017-2019 | 62  | 31  | 14 | 17  | 57.53%      |
| Girondins de Burdeos         | Francia         | 2020-2021 | 39  | 13  | 6  | 20  | 38.46%      |
| Selección de Costa de Marfil | Costa de Marfil | 2022-2024 | 18  | 11  | 3  | 4   | 66.67%      |
| Olympique de Marsella        | Francia         | 2024      | 19  | 9   | 3  | 7   | 52.63%      |
| Montpellier HSC              | Francia         | 2024-2025 | 20  | 3   | 2  | 15  | 18.33%      |
| Total                        | Total           | Total     | 330 | 124 | 70 | 136 | 44.65%      |

## Palmarés

### Como entrenador

#### Campeonatos internacionales
| Título                    | Club            | País    | Año  |
| ------------------------- | --------------- | ------- | ---- |
| Copa Intertoto de la UEFA | Montpellier HSC | Francia | 1999 |